# Kalameh
Kalameh (persiska: كلمه) är en ort i Iran.   Den ligger i provinsen Bushehr, i den centrala delen av landet, 700 km söder om huvudstaden Teheran. Kalameh ligger 394 meter över havet och antalet invånare är 1 937.
Terrängen runt Kalameh är huvudsakligen kuperad, men den allra närmaste omgivningen är platt. Kalameh ligger nere i en dal.Runt Kalameh är det ganska glesbefolkat, med 43 invånare per kvadratkilometer. Närmaste större samhälle är Ahram, 19,2 km väster om Kalameh. Omgivningarna runt Kalameh är i huvudsak ett öppet busklandskap.